# 海城中学校・高等学校の人物一覧
海城中学校・高等学校の人物一覧（かいじょうちゅうがっこう・こうとうがっこうのじんぶついちらん）は、海城中学校・高等学校の関係者の一覧。

## 創立者
- 古賀喜三郎 - 海軍少佐、海城学園創立者
- 新楽金橘 - 漢学者、前身の「余力学舎」創立者

### 創立者一族
- 江頭豊（孫） - チッソ社長、海城学園名誉学園長
- 江藤淳（曾孫） - 文芸評論家、海城学園理事

## 歴代理事長
- 初代：古賀喜三郎（1891年11月 - 1914年12月）
- 第2代：吉見乾海（1914年12月 - 1930年3月）
- 第3代：古賀博（1930年3月 - 1945年10月）
- 第4代：八坂正雅（1945年10月 - 1947年2月）
- 第5代：松村昇（1947年2月 - 1948年6月）
- 第6代：天野敬一（1948年6月 - 1966年7月）
- 第7代：古賀博（1966年7月 - 1989年6月）
- 第8代：古賀喜博（1989年6月 - ）

## 歴代校長
- 初代：古賀喜三郎（1891年11月 - 1914年12月）
- 第2代：吉見乾海（1914年12月 - 1942年11月）
- 第3代：島祐吉（1942年11月 - 1945年10月）
- 第4代：川崎武親（1945年10月 - 1946年8月）
- 第5代：清水岬（1946年10月 - 1961年11月）
- 第6代：福岡高（1962年1月 - 1965年10月）
- 第7代：池城安伴（1965年10月 - 1974年4月）
- 第8代：伊藤太一郎（1974年4月 - 1987年4月）
- 第9代：奥山稔（1987年4月 - 1992年4月）
- 第10代：小川嘉一郎（1992年4月 - 2002年4月）
- 第11代：和田征士（2002年4月 - 2008年3月）
- 第12代：水谷弘（2008年4月 - 2015年3月）
- 第13代：柴田澄雄（2015年4月 - 2023年3月）
- 第14代：大迫弘和（2023年4月 - ）

## 海原会（同窓会）歴代会長
- 初代：吉見乾海
- 第2代：伴達也
- 第3代：升本喜兵衛
- 第4代：中村佐一
- 第5代：大林良一
- 第6代：斉藤昌司
- 第7代：前田又兵衛
- 第8代：田村康成
- 第9代：植木昭夫
- 第10代：徳光和夫

## 教職員
- 金田一京助（言語学者、東京帝国大学教授）
- 鈴木三重吉（小説家、児童文学者）
- 加藤玄智（宗教学者、東京帝国大学教授）
- 谷口藍田（儒学者）
- 守屋荒美雄（帝国書院創立者、吉祥女子中学校・高等学校創立者）
- 石原純（物理学者）
- 上田敏（文学者）
- 石橋五郎（京都帝国大学名誉教授）
- フレデリック・イーストレイク（英語教育家、日本の英語教育の父）
- 松本喜一（帝国図書館長）
- 利根山光人（美術家、画家、現海城学園校章をデザイン）
- 尾木直樹（教育評論家、法政大学教授、早稲田大学客員教授）
- 大松達知（歌人、コスモス短歌会選者・編集委員、現代歌人協会理事。）
- 安里琉太（俳人、『群青』副編集長）

## 著名な出身者

### 国防
- 野村吉三郎（海軍大将、外務大臣・駐米大使・参議院議員・学習院院長を歴任、明治29年卒）
- 小林躋造（海軍大将、海軍次官・貴族院議員・国務大臣・連合艦隊司令長官を歴任、明治29年卒）
- 百武源吾（海軍大将、第7代九州帝国大学総長、明治32年卒）
- 左近司政三（海軍中将、海軍次官・貴族院議員・商工大臣・国務大臣を歴任、明治30年卒）
- 四竈孝輔（海軍中将、侍従武官）
- 和田秀穂（海軍中将、日本の航空パイロット第一号）
- 山口三郎（海軍中佐、神兵隊事件の神兵隊の一員、中退）
- 中島今朝吾（陸軍中将、第16師団長、第4軍司令官、明治29年卒）
- 江連力一郎（海賊、大輝丸事件の首謀者）
- 伊達順之助（馬賊、小説『夕日と拳銃』の主人公のモデル、中国名は張宗援 / 伊達政宗の直系子孫、大正3年卒）

### 政治
- 加々美武夫（第8代大阪市長、明治41年卒）
- 豊田豊吉 （衆議院議員、大蔵参与官・東京市助役、明治42年卒）
- 河本三郎（衆議院議員、文部科学副大臣、昭和44年卒）
- 宮沢隆仁（衆議院議員、脳神経外科医師、昭和48年卒）
- 中野譲（衆議院議員、外務大臣政務官、昭和60年卒）
- 赤松健（参議院議員、漫画家、日本漫画家協会常務理事、Ｊコミ取締役会長、講談社漫画賞受賞、昭和62年卒）
- 高山智司（衆議院議員、環境大臣政務官、内閣府大臣政務官、平成元年卒）
- 柳ヶ瀬裕文（参議院議員、東京都議会議員、平成5年卒）
- 小野泰輔（衆議院議員、熊本県副知事、平成5年卒）
- 村井英樹（衆議院議員、内閣総理大臣補佐官、内閣府大臣政務官、自民党副幹事長、平成11年卒）
- 音喜多駿[1]（元参議院議員、東京都議会議員、平成14年卒）
- 鈴木茂三郎（衆議院議員、日本社会党中央執行委員長）
- 佐藤観次郎（衆議院議員、衆議院文教委員長、佐藤観樹は息子）
- 益谷秀次（衆議院議員、衆議院議長・副総理・建設大臣・自由民主党幹事長を歴任、中退）
- 簡牛凡夫 （衆議院議員、衆院運輸委員長、大蔵政務次官、可也村（現糸島市）長）
- 浅岡信夫（参議院議員、日活俳優、厚生政務次官）

### 経済
- 菅原通済（江ノ島電鉄社長、日本自動車道創設者、中退）
- 前田又兵衛（前田建設工業創設者、社長・会長・名誉会長を歴任、大正16年卒）
- 上原英治（東京ガス社長・会長・相談役、昭和29年卒）
- 西尾清光（千代田化工建設社長、日本プロジェクトマネジメント協会会長）
- 田口俊明（北米トヨタ自動車社長、トヨタ自動車顧問・相談役、昭和35年卒）
- 市川正和（日野自動車会長、昭和41年卒）
- 益子修（三菱自動車工業社長・会長、昭和42年卒）
- 岸上克彦（カルピス社長、アサヒ飲料社長、昭和47年卒）
- 木本茂（髙島屋社長、日本百貨店協会副会長、昭和49年卒）
- 宮瀬卓也（SKIYAKI代表取締役、平成5年卒）
- 内藤裕紀（ドリコム代表取締役社長、平成9年卒）
- 平尾丈（じげん社長、平成13年卒）
- 尾野寛明（エコカレッジ代表、平成13年卒）
- 針山昌幸（Housmart創業者・CEO、EY Innovative Startup受賞、マンション専門家）

### 文学
- 鈴木善太郎（作家、劇作家、翻訳家、明治33年卒）
- 吉田一穂（詩人、評論家、童話作家、大正7年卒）
- 窪島誠一郎（著作家、美術評論家、美術館館主、昭和35年卒）
- 小野島大（音楽評論家、著述家、昭和50年卒）
- 小谷野敦（比較文学者、作家、文芸評論家、大阪大学助教授、東京大学非常勤講師、昭和56年卒）
- 春日太一（映画史・時代劇研究家、芸術学博士、平成8年卒）
- 方波見大志（作家、平成11年卒）
- 久保覚（作家・編集者・朝鮮文化史研究家、中退）
- 菊岡久利（作家、直木賞候補、中退）
- 染野太朗（歌人）
- 堂園昌彦（歌人）

### 学問
- 中村佐一（早稲田大学教授、政治経済学部長、大正2年卒）
- 升本喜兵衛（中央大学総長・学長・理事長、大正4年卒）
- 大林良一（一橋大学名誉教授、第9代成城大学学長、大正10年卒）
- 林亮勝（大正大学名誉教授、第27代大正大学学長、昭和19年卒）
- 杉山知之（デジタルハリウッド設立者・学校長、デジタルハリウッド大学・大学院学長、昭和47年卒）
- 岩本通弥（東京大学教養学部教授、東京大学名誉教授、昭和49年卒）
- 西山教行（京都大学大学院人間・環境学研究科教授、昭和55年卒）
- 山口猛央（東京工業大学化学生命科学研究所教授、東京大学兼担教授、昭和59年卒）
- 長谷川毅（福島県立医科大学臨床研究イノベーションセンター特任教授、平成2年卒）
- 小山良太（福島大学経済経営学類教授、平成4年卒）
- 柴山桂太（京都大学大学院人間・環境学研究科准教授、平成5年卒）
- 飯田泰之（経済学、明治大学政治経済学部教授、財務省財務総合政策研究所上席研究員、内閣府規制改革推進会議委員、平成6年卒）
- 呉座勇一（日本中世史、国際日本文化研究センター客員准教授、東京大学大学院総合文化研究科学術研究員、東京大学史料編纂所共同研究員、平成11年卒）
- 河村幹雄（九州帝国大学名誉教授）
- 鹿子木員信（九州帝国大学教授、同法文学部長、慶應義塾大学教授）
- 久木尚志（北九州市立大学外国語学部教授）

### 芸術
- 深町幸男（演出家、舞台監督、映画監督、紫綬褒章受章、昭和23年卒）
- 小川紳介（ドキュメンタリー映画監督、昭和29年卒）
- 青葉益輝（グラフィックデザイナー、紫綬褒章受章、昭和33年卒）
- 高橋義治（画家、昭和36年卒）
- 富田勝彦（美術家、昭和51年卒）
- 立川談笑（落語家、昭和59年卒）
- 厚田雄春（撮影監督、小津安二郎の作品を多数担当）
- 東家楽燕（浪曲師）
- 内沼晋太郎（編集者、ブック・コーディネイター）
- 相坂研介（建築家、平成4年卒）

### 芸能
- 早川雪洲（俳優、米国映画批評会議賞受賞、明治37年卒）
- 伊達信（俳優、大正13年卒）
- 鮎川浩（俳優、昭和16年卒）
- 伊藤強（音楽評論家、日本レコード大賞審査委員長、昭和29年卒）
- 岸田森（俳優、昭和33年卒）
- 溝口舜亮（俳優、昭和36年卒）
- 倉田保昭（俳優、昭和39年卒）
- 中村治雄（PANTA、パンタ）（音楽家、昭和43年卒）
- 能勢一幸（クイズ王、昭和62年卒）
- 日向大祐（マジックエアリスト、平成9年卒）
- 古藤真彦（俳優、平成11年卒）
- 菅原直洋（音楽プロデューサー、平成11年卒）
- 加藤壮門（俳優、平成16年卒）
- 崎本大海（俳優、平成17年卒）
- 東郷久義（俳優）
- 楠部工（クリエイター、脚本家）
- 関根達発（映画俳優、中退）

### マスメディア
- 康芳夫（プロデューサー、昭和31年卒）
- 徳光和夫（日本テレビアナウンサー、第10代海原会会長、昭和34年卒）
- 石田弘（フジテレビ人事局付嘱託エグゼクティブプロデューサー、フジパシフィック音楽出版取締役、昭和37年卒）
- 志摩悦二郎（NHKアナウンサー、昭和44年卒）
- 大湖弘之（NHKアナウンサー、昭和49年卒）
- 四家秀治（テレビ東京アナウンサー、昭和52年卒）
- 栗田勇人（NHKアナウンサー、昭和61年卒）
- 伊奈正高（NHKアナウンサー、昭和63年卒）
- 藺草英己（福島テレビアナウンサー、平成元年卒）
- 田中朋樹（NHKアナウンサー、平成元年卒）
- 小島秀公（テレビ東京アナウンサー、平成元年卒）
- 石井貴士（信越放送アナウンサー、作家、心理カウンセラー、平成4年卒）
- 厚井大樹（NHKアナウンサー、平成7年卒）
- 篠原光（日本テレビアナウンサー、平成25年卒）
- 島貫凌 （名古屋テレビアナウンサー、平成27年卒）

### スポーツ
- 柴田鐵雄（剣道教士八段、鞍馬流剣術第17代宗家、日本古武道協会常任理事、昭和17年卒）
- 寺島達夫（プロ野球選手、俳優、昭和29年卒）
- 明石顕（陸上競技選手、世界陸上選手権日本代表、平成7年卒）
- 弥益ドミネーター聡志（総合格闘家、第9代DEEPフェザー級王者、平成20年卒）
- 鈴木龍二（日本野球連盟会長・セントラル・リーグ第3代会長、中退）
- 八田一朗（日本レスリング界の父、日本体育協会理事、参議院議員）

## 学校関係者

### 商議員
草創期の商議員（評議員）
- 仁礼景範（海軍中将、海軍大臣、海軍兵学校校長、子爵）
- 安保清康（海軍中将、元老院議官、海軍兵学校校長、海軍大学校校長、男爵）
- 中牟田倉之助（海軍中将、枢密顧問官、海軍兵学校校長、海軍大学校校長、子爵）
- 榎本武揚（海軍中将、海軍卿、逓信大臣、文部大臣、外務大臣、農商務大臣、子爵）
- 磯辺包義（海軍少将、貴族院議員）
- 児玉利国（海軍少将）
- 本山漸（海軍少将、海軍兵学校校長）
- 渋沢栄一（実業家、日本資本主義の父、子爵）
- 川崎八右衛門（実業家、川崎財閥の創始者、男爵）
- 加藤正義（実業家、日本郵船理事）
- 吉川泰次郎（実業家、日本郵船社長）
- 佐野常民（元老院議官、枢密顧問官、大蔵卿、農商務大臣、日本赤十字社創始者、伯爵）
- 楠本正隆（東京府知事、衆議院議員、衆議院議長、男爵）
- 船越衛（千葉県令、元老院議官、石川県知事、宮城県知事、貴族院議員、宮中顧問官、男爵）
- 高田早苗（貴族院議員、衆議院議員、早稲田大学総長、文部大臣）
- 佐々友房（衆議院議員、教育者）
- 片岡健吉（衆議院議員、衆議院議長）
- 島田三郎（衆議院議員、衆議院議長）
- 大石正巳（衆議院議員、農商務大臣）
- 河島醇（貴族院議員、衆議院議員、日本勧業銀行総裁、滋賀県知事、福岡県知事、北海道庁長官）
- 近衛篤麿（貴族院議員、貴族院議長、学習院院長、公爵）
- 赤松則良（貴族院議員、男爵）
- 杉渓言長（貴族院議員、男爵）

### 議定員
草創期の議定員12名
- 西郷従道（元帥、海軍大将、文部卿、陸軍卿、農商務卿、海軍大臣、内務大臣 、侯爵）
- 伊東祐亨（元帥、海軍大将、海軍大学校校長、連合艦隊司令長官、伯爵）
- 樺山資紀（海軍大将、海軍大臣、台湾総督、内務大臣、文部大臣、伯爵）
- 伊藤雋吉（海軍中将、海軍兵学校校長、海軍次官、貴族院議員、男爵）
- 安保清康（海軍中将、元老院議官、海軍兵学校校長、海軍大学校校長、男爵）
- 中牟田倉之助（海軍中将、枢密顧問官、海軍兵学校校長、海軍大学校校長、子爵）
- 榎本武揚（海軍中将、海軍卿、逓信大臣、文部大臣、外務大臣、農商務大臣、子爵）
- 磯辺包義（海軍少将、貴族院議員）
- 本山漸（海軍少将、海軍兵学校校長）
- 土方久元（宮中顧問官、元老院議官、農商務大臣、宮内大臣、枢密顧問官、伯爵）
- 佐野常民（元老院議官、枢密顧問官、大蔵卿、農商務大臣、日本赤十字社創始者、伯爵）
- 近衛篤麿（貴族院議員、貴族院議長、学習院院長、公爵）